# 福士幸次郎

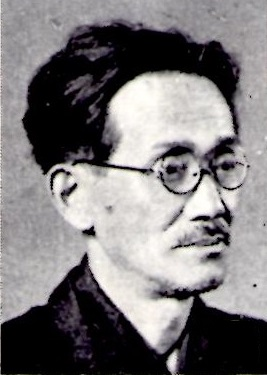
福士幸次郎

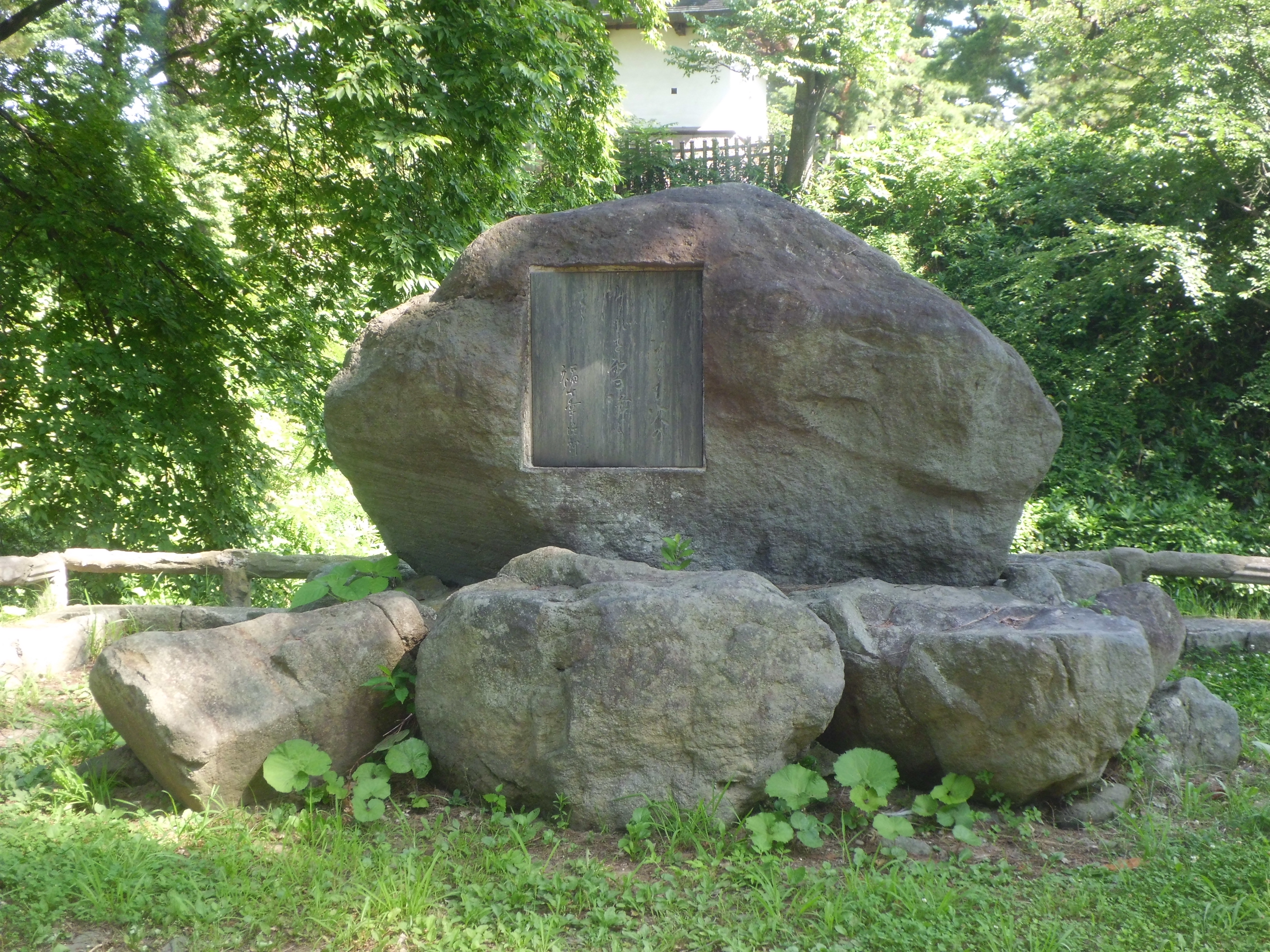
弘前公園の詩碑

福士 幸次郎（ふくし こうじろう、1889年〈明治22年〉11月5日 - 1946年〈昭和21年〉10月11日）は、日本の詩人、政治活動家。日本ファシズム連盟創設者。

## 略歴
青森県弘前市で、元弘前藩士の子として生まれる。福士氏は清和源氏義光流を遠祖とする氏族である。
青森県立第三中学校（現 青森高等学校）中退。1906年国民英学会入学。1909年（明治42年）に処女作を発表。1911年、秋田雨雀の紹介で佐藤紅緑のもとに寄寓する。1914年（大正3年）には第一詩集『太陽の子』を上梓し、口語自由詩の先駆となる。1919年、片岡梅枝と結婚、弘前に一戸謙三らによる「パストラル詩社」が結成され、その指導にあたる。1920年第二詩集『展望』を上梓。1925年東奥義塾の国漢教師となるも翌年に辞職、青森日報社の主筆となる。1932年（昭和7年）には日本ファシズム連盟を結成した。評論では1930年（昭和5年）に『日本音数律論』、民俗学では1942年（昭和17年）に『原日本考』を著した。
1946年、富山市の選挙応援の際に病気となり、同年10月11日死去。墓所は江東区済生院。
佐藤紅緑と親しく、サトウハチローの後見人だった。大脳生理学者・推理小説家・詩人である木々高太郎は弟子にあたり、木々は1915年に中学を卒業すると福士を師事して上京し、1918年には慶応義塾大学医学部に入学して医師になり、後に作家・詩人としても活動している。福士はヴィクトル・ユーゴーなどの翻訳もおこなった。

## 著書
- 『太陽の子 詩集』洛陽堂 1914
- 『展望 詩集』新潮社 1920
- 『詩の話』玉川学園出版部 1930
- 『郷土と観念』育生社弘道閣 1942
- 『原日本考』三宝書院 1942-1943
- 『福士幸次郎著作集』小山内時雄編 津軽書房 1967

## 翻訳
- 『トルストイ叢書第2 イワンイリイッチの死・主人と下男・高架索の捕虜』新潮社 1916
- 『ボナール賞讃 レオン・ウエルト 世界現代作家選』日本美術学院 1922
- 『世紀の伝説 長詩』ユーゴー 冬夏社 1922
- 『城主 戯曲』ユーゴー 冬夏社 1922